# IPhone-арт

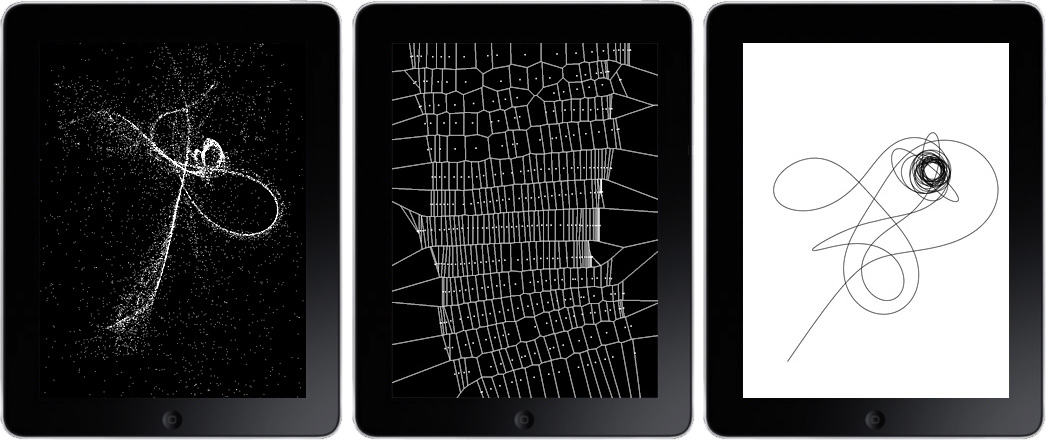
Gravilux, Bubble Harp и Tripolar, 2010. Приложения для iPad, iPhone и iPod Touch от Скотта Снибба, основанные на интерактивных рисунках для экрана в 1997―2002 гг.

iPhone-арт (англ. iPhone art) ― вид интерактивного искусства, которое создаётся на экране iPhone, iPad или iPod Touch и отличается от произведений живописи, созданных на iPhone с использованием таких приложений для рисования, как Brushes или ArtRage. 
iPhone-арт развился из экранного интерактивного искусства, которое в более ранние годы обычно было представлено на экранах персональных компьютеров или на настенных дисплеях в различных художественных галереях и музеях. Благодаря мобильности и простоте распространения через iTunes и App Store эта форма искусства в настоящее время переживают настоящий ренессанс, поскольку интерактивные произведения искусства, созданные ещё 1990-х и 2000-х годов могут быть легко адаптированы для iPhone и iPad, при этом некоторые из даже становятся бестселлерами в категориях развлечений и музыки, в которых они обычно появляются, поскольку в магазине iTunes в настоящее время нет собственно категории «Искусство».
Среди первых iPhone-художников называют Милтоса Манетаса и Мемо Аткена, которые вместе создали приложение JacksonPollock; Тео Уотсона, автора FATTAG, Скотта Снайба, разработчика Gravilux и Bubble Harp; и Голана Левина, создателя Yellowtail.
Такие художники, как Дэвид Хокни, Корлис Блейкли и Мери Аарон Уокер (более широко известна под псевдонимом iPhoneArtGirl), провели ряд художественных выставок, где представили свои произведения искусства, созданные исключительно на своих iPad. «Каждый день я рисую цветы и посылаю их своим друзьям, чтобы у них были свежие цветы каждое утро» ― говорит о своих работах Хокни, который и ранее экспериментировал с новыми технологиями: в частности, с печатью по факсу, коллажами фотографий, снятых на камеру Polaroid и компьютерными рисунками. «Цифровые технологии ― инструмент современного искусства» ― так продолжает художник.
Музыкант Дэймон Албарн записал весь новый альбом Gorillaz «The Fall», на своём iPad при помощи различных приложений во время своего тура по Северной Америке.
iPhone-арт, по мнению некоторых критиков, может представлять угрозу традиционной практике представления произведений цифрового искусства в художественных галереях, поскольку отдельные художники могут распространять свои приложения, непосредственно обращаясь к широкой публике, при этом отказываясь от услуг арт-дилеров и сотрудничества с галереями.